# Roel Luynenburg
Roel Luynenburg (Haarlem, 1945. május 23. – 2023. november 6.) olimpiai és világbajnoki bronzérmes holland evezős.

## Pályafutása
Az amszterdami Nereus versenyzője volt. Az 1966-os bledi világbajnokságon a kormányos nélküli négyes tagjaként bronzérmet szerzett társaival (Ruud Stokvis, Eric Niehe és Maarten Kloosterman). Két olimpián vett részt. Kormányos nélküli kettesben versenyzett, amiben Ruud Stokvis volt a társa. Az 1968-as mexikóvárosi olimpián hatodik helyezettek, az 1972-es müncheni játékokon bronzérmesek lettek.

## Sikerei, díjai
- Olimpiai játékok – kormányos nélküli kettes
  - bronzérmes: 1972, München
- Világbajnokság – kormányos nélküli négyes
  - bronzérmes: 1966